# Die Geißel des Himmels
Die Geißel des Himmels (engl. The Lathe of Heaven) ist der deutschsprachige Titel eines Science-Fiction-Romans der US-amerikanischen Autorin Ursula K. Le Guin. Die Autorin erzählt darin die Erlebnisse der George Orr genannten Hauptperson, die durch ihre Träume die Realität verändern kann.
Der Roman wurde 1972 mit dem Locus Award als bester Roman des Jahres 1971 ausgezeichnet, in neun Sprachen übersetzt und zweimal für das Fernsehen verfilmt: The Lathe of Heaven, PBS 1980, und Lathe of Heaven, A&E 2002.

## Titel
Der Originaltitel des Buchs basiert auf einem Zitat des chinesischen Philosophen und Dichters Zhuangzi, das im Epigraph zu Kapitel 3 des Romans nach der englischen Übersetzung von James Legge zitiert wird. Dort ist die Passage zu finden in Buch XXIII, Absatz 7.

## Handlung
Der Roman beginnt mit der Beschreibung ozeanischer Wahrnehmungen einer Qualle, aus denen die Hauptperson George Orr in einer Realität erwacht, in der er ein von Schlafmitteln abhängiger Bürger in einer Welt ist, die der von George Orwell in seinem Roman „1984“ gleicht. 
Orrs Abhängigkeit von Schlafmitteln liegt seine Angst vor seinen die Realität verändernden Träumen zugrunde. Um seine, wie es in der deutschsprachigen Übersetzung heißt, „wirksamen Träume“ zu unterdrücken, besorgt Orr sich illegal Schlafmittel. Durch diesen Verstoß gegen die Gesetze der Realität, in die er sich hinein geträumt hat, sieht er sich gezwungen, sich einer sogenannten freiwilligen psychotherapeutischen Behandlung zu unterziehen. 
Der ihm zugewiesene Psychiater William Haber betrachtet Orr zunächst als „normalen“ psychotischen Patienten, ehe er bemerkt, dass Orr nicht unter Wahnvorstellungen leidet, sondern durch seine Träume tatsächlich die Realität verändern kann. Mit einem von ihm entwickelten Verfahren versucht Haber, Orrs Träume so zu beeinflussen, dass sie die Realität nach seinen persönlichen Vorstellungen verändern.
Ursula K. Le Guin beschreibt in ihrer Novelle, wie wohlmeinende Vorstellungen und Wünsche einer einzelnen Person – die des Psychiaters William Haber – zu apokalyptischen Verhältnissen für den Rest der Menschheit führen können.

## Ausgaben
- Ursula K. Le Guin: The Lathe of Heaven, Scribner, New York, 1971. ISBN 0-684-12529-3 (Erstausgabe); Avon Books, 1973. ISBN 9780380013203
- Ursula K. Le Guin: Die Geißel des Himmels, übersetzt von Birgit Reß-Bohusch (deutsche Erstausgabe) Heyne, München, 1974. ISBN 3-453-30250-8
- Ursula K. Le Guin: Die Geißel des Himmels, übersetzt von Joachim Körber, Edition Phantasia Bellheim, 2006. ISBN 393789716X